# El Serrat de l'Ocata (Figaró-Montmany)
El Serrat de l'Ocata és una serra situada al municipi del Figueró a la comarca del Vallès Oriental, amb una elevació màxima de 808 metres.